# Dirk Hickl
Dirk Hickl (* 1965) ist ein deutscher Badmintonspieler aus Berlin. 

## Karriere
Dirk Hickl gewann in den DDR-Nachwuchsaltersklassen zahlreiche Medaillen bei den nationalen Titelkämpfen. 1984 erkämpfte er sich erstes Edelmetall bei den DDR-Einzelmeisterschaften der Erwachsenen. Sieben weitere Medaillengewinne folgten bis 1990. Mit dem Team von EBT Berlin wurde er 1989 Dritter bei den DDR-Mannschaftsmeisterschaften.

## Sportliche Erfolge
| Saison    | Veranstaltung                        | Disziplin    | Platz | Name |
| --------- | ------------------------------------ | ------------ | ----- | --- |
| 1976/1977 | DDR-Einzelmeisterschaft AK 10/11     | Herrendoppel | 3     | Dirk Hickl / Kai Abraham (EBT Berlin)                                                                                           |
| 1978/1979 | DDR-Einzelmeisterschaft AK 12/13     | Mixed        | 3     | Dirk Hickl / Katrin Schlotte (EBT Berlin / Aktivist Mittenwalde)                                                                |
| 1978/1979 | DDR-Mannschaftsmeisterschaft Schüler | Mannschaft   | 1     | Einheit Dorfchemnitz (Uhlig, Lehmann, Stiehl, Übungsleiter Scheithauer, Hartwig, Bachmann, Hickl)                               |
| 1978/1979 | DDR-Einzelmeisterschaft AK 12/13     | Herreneinzel | 3     | Dirk Hickl (EBT Berlin) |
| 1979/1980 | DDR-Einzelmeisterschaft AK 14/15     | Herrendoppel | 3     | Dirk Hickl / Kai Abraham (EBT Berlin)                                                                                           |
| 1980/1981 | DDR-Einzelmeisterschaft AK 16/17     | Herrendoppel | 3     | Dirk Hickl / Torsten Zippel (EBT Berlin)                                                                                        |
| 1980/1981 | DDR-Einzelmeisterschaft AK 14/15     | Mixed        | 1     | Dirk Hickl / Grit Joseph (EBT Berlin / Einheit Greifswald)                                                                      |
| 1980/1981 | DDR-Einzelmeisterschaft AK 14/15     | Herreneinzel | 1     | Dirk Hickl (EBT Berlin) |
| 1980/1981 | DDR-Einzelmeisterschaft AK 14/15     | Herrendoppel | 1     | Dirk Hickl / Torsten Zippel (EBT Berlin)                                                                                        |
| 1980/1981 | DDR-Einzelmeisterschaft AK 16/17     | Herreneinzel | 3     | Dirk Hickl (EBT Berlin) |
| 1981/1982 | DDR-Einzelmeisterschaft AK 16/17     | Herreneinzel | 2     | Dirk Hickl (EBT Berlin) |
| 1981/1982 | DDR-Einzelmeisterschaft AK 16/17     | Mixed        | 1     | Dirk Hickl / Michaela Junker (Empor Brandenburger Tor Berlin / Kühlautomat Berlin)                                              |
| 1981/1982 | DDR-Einzelmeisterschaft AK 16/17     | Herrendoppel | 1     | Dirk Hickl / Holger Wippich (EBT Berlin / Robur Zittau)                                                                         |
| 1982/1983 | DDR-Einzelmeisterschaft AK 16/17     | Herreneinzel | 3     | Dirk Hickl (EBT Berlin) |
| 1982/1983 | DDR-Einzelmeisterschaft AK 16/17     | Herrendoppel | 1     | Dirk Hickl / Holger Wippich (EBT Berlin / Robur Zittau)                                                                         |
| 1982/1983 | DDR-Mannschaftsmeisterschaft Jugend  | Mannschaft   | 1     | Empor Brandenburger Tor Berlin (Dirk Hickl, Torsten Zippel, Kai Abraham, Manuela Engler, Katrin Schlotte)                       |
| 1982/1983 | DDR-Einzelmeisterschaft AK 16/17     | Mixed        | 2     | Dirk Hickl / Manuela Engler (EBT Berlin)                                                                                        |
| 1983/1984 | DDR-Einzelmeisterschaft              | Herrendoppel | 3     | Dirk Hickl / Kai Abraham (EBT Berlin)                                                                                           |
| 1983/1984 | Silberner Federball                  | Mixed        | 1     | Dirk Hickl / Petra Tobien (EBT Berlin)                                                                                          |
| 1983/1984 | Silberner Federball                  | Herrendoppel | 1     | Dirk Hickl / Kai Abraham (EBT Berlin)                                                                                           |
| 1985/1986 | DDR-Einzelmeisterschaft              | Herrendoppel | 3     | Dirk Hickl / Kai Abraham (EBT Berlin)                                                                                           |
| 1986/1987 | DDR-Einzelmeisterschaft              | Herrendoppel | 3     | Dirk Hickl / Joachim Schimpke (EBT Berlin / Einheit Greifswald)                                                                 |
| 1987/1988 | DDR-Einzelmeisterschaft              | Herrendoppel | 2     | Dirk Hickl / Kai Abraham (EBT Berlin)                                                                                           |
| 1987/1988 | DDR-Einzelmeisterschaft              | Mixed        | 3     | Dirk Hickl / Petra Tobien (EBT Berlin)                                                                                          |
| 1988/1989 | DDR-Mannschaftsmeisterschaft         | Mannschaft   | 3     | EBT Berlin (Kai Abraham, Dirk Hickl, Olaf Bahn, Nils Klöpfel, René Frank, Petra Tobien, Jacqueline Bolduan, Heike Heutzenröder) |
| 1988/1989 | DDR-Einzelmeisterschaft              | Herrendoppel | 3     | Dirk Hickl / Kai Abraham (EBT Berlin)                                                                                           |
| 1988/1989 | DDR-Einzelmeisterschaft              | Mixed        | 3     | Dirk Hickl / Petra Tobien (EBT Berlin)                                                                                          |
| 1988/1989 | Silberner Federball                  | Mixed        | 1     | Dirk Hickl / Jacqueline Bolduan (EBT Berlin)                                                                                    |
| 1989/1990 | DDR-Einzelmeisterschaft              | Herrendoppel | 3     | Dirk Hickl / Kai Abraham (EBT Berlin)                                                                                           |